# China Telecommunications Corporation
China Telecommunications Corporation (chiń. 中国电信集团有限公司), także China Telecom (chiń. 中国电信) – chińskie przedsiębiorstwo telekomunikacyjne z siedzibą w Pekinie.
Przedsiębiorstwo zostało założone w 1995 roku.